# Liste der Ehrenbürger von Marktheidenfeld
Die Ehrenbürgerschaft ist die höchste Auszeichnung, die die unterfränkische Stadt Marktheidenfeld vergeben kann. Sie zeichnet damit Persönlichkeiten aus, die sich durch hervorragende Leistungen um die Stadt besonders verdient gemacht haben.
Seit 1930 wurden folgende 15 Personen zu Ehrenbürgern ernannt.
Hinweis: Die Auflistung erfolgt chronologisch nach Datum der Zuerkennung.

## Die Ehrenbürger der Stadt Marktheidenfeld
1. Joseph Ruppert (1858–1936)
Priester
Verleihung 1933
Katholischer Priester und Dechantpfarrer
2. Georg Mayr (1883–1953)
Brauereibesitzer und Kommerzienrat
Verleihung 1953
Mayr war lange Jahre Mitglied des Gemeinderates.
3. Hedwig Mayr (1890–1960)
Brauereibesitzerin
Verleihung 1955
Sie förderte soziale Einrichtungen und Vereine.
4. Josef Ruf (1889–1960)
Pfarrer
Verleihung 1955
Ruf wirkte von 1933 bis 1953 als Pfarrer in Marktheidenfeld.
5. Alfred Ruppert (1881–1966)
Fabrikant
Verleihung 1955
Der aus Kulmbach stammende Fabrikant trat als Förderer von sozialen Einrichtungen in Marktheidenfeld auf.
6. Margot Hock (1882–1973)
Lehrerin
Verleihung 1955
Hock war von 1907 bis 1957 Lehrerin. Sie war Leiterin der Mädchenschule und Oberin der Armen Schulschwestern Unserer Lieben Frau
7. Ulrich Willer (1899–1980)
Bürgermeister
Verleihung 1955
Willer gehörte von 1948 bis 1952 dem Stadtrat an und war im Anschluss von 1952 bis 1972 Erster Bürgermeister der Stadt Marktheidenfeld.
8. Franz Hegmann (1908–1985)
Pfarrer
Verleihung 1973
Hegmann wirkte von 1953 bis 1973 als Pfarrer in Marktheidenfeld.
9. Udo Lermann (1912–1996)
Unternehmer
Verleihung 1992
Lermann förderte soziale Einrichtungen und Vereine
10. Hubert Harth (1922–1999)
Architekt
Verleihung 1996
Harth war von 1956 bis 1996 Stadtrat, von 1960 bis 1972 3. Bürgermeister und von 1972 bis 1996 2. Bürgermeister der Stadt. Außerdem gehörte er von 1960 bis 1996 dem Kreisrat an.
11. Hans-Wilhelm Renkhoff (1927–2011)
Unternehmer
Verleihung 1996
Er war Gründer der Firma Warema und von 1966 bis 1993 Vorsitzender des Turnvereins Marktheidenfeld. Er förderte soziale Einrichtungen.
12. Dr. Jacques Pilorge (1935–2025[2])
Bürgermeister
Verleihung 2001
Pilorge war von 1971 bis 2001 Bürgermeister der französischen Partnerstadt Montfort-sur-Meu.
13. Armin Grein (1939–2024)
Landrat
Verleihung 2008
Grein war von 1972 bis 1984 Erster Bürgermeister von Marktheidenfeld und von 1984 bis 2008 Landrat des Landkreises Main-Spessart. Ab 1975 war er Vorsitzender der Lebenshilfe Marktheidenfeld.
14. Leonhard Scherg (* 1944)
Bürgermeister
Verleihung 2008
Scherg war von 1984 bis 2008 Erster Bürgermeister von Marktheidenfeld und von 1990 bis 2008 Kreisrat. Seit 1986 ist er Aufsichtsratsvorsitzender des Heimstättenwerks.
15. Uwe Lambinus (1941–2019)
Bürgermeister von Zimmern, Bundestagsabgeordneter, Kreisrat
Verleihung 2014
Uwe Lambinus war Bürgermeister der damals selbständigen Gemeinde Zimmern sowie nach der Eingemeindung Ortssprecher 1968 bis 1974. Außerdem war er Kreisrat 1972 bis 2014, Bundestagesabgeordneter 1972 bis 1994 und Stadtrat von 1996 bis 2014.